# 바르미아마주리주

바르미아마주리 주의 위치

바르미아마주리주(폴란드어: Województwo warmińsko-mazurskie)는 폴란드 북동부에 위치한 주로, 주도는 올슈틴이며 면적은 24,191.8km2, 인구는 1,427,091명(2006년 기준, 도시 인구: 856,559명, 농촌 인구: 570,532명), 인구 밀도는 59명/km2이다. 2개 도시군과 19개 농촌군, 116개 그미나(지방 자치체)를 관할한다. 동쪽으로는 포들라스키에주, 남쪽으로는 마조프셰주, 남서쪽으로는 쿠야비포모제주, 서쪽으로는 포모제주와 접하며 북서쪽으로는 비스툴라 석호, 북쪽으로는 러시아의 월경지인 칼리닌그라드주와 접한다.

주기
주 문장
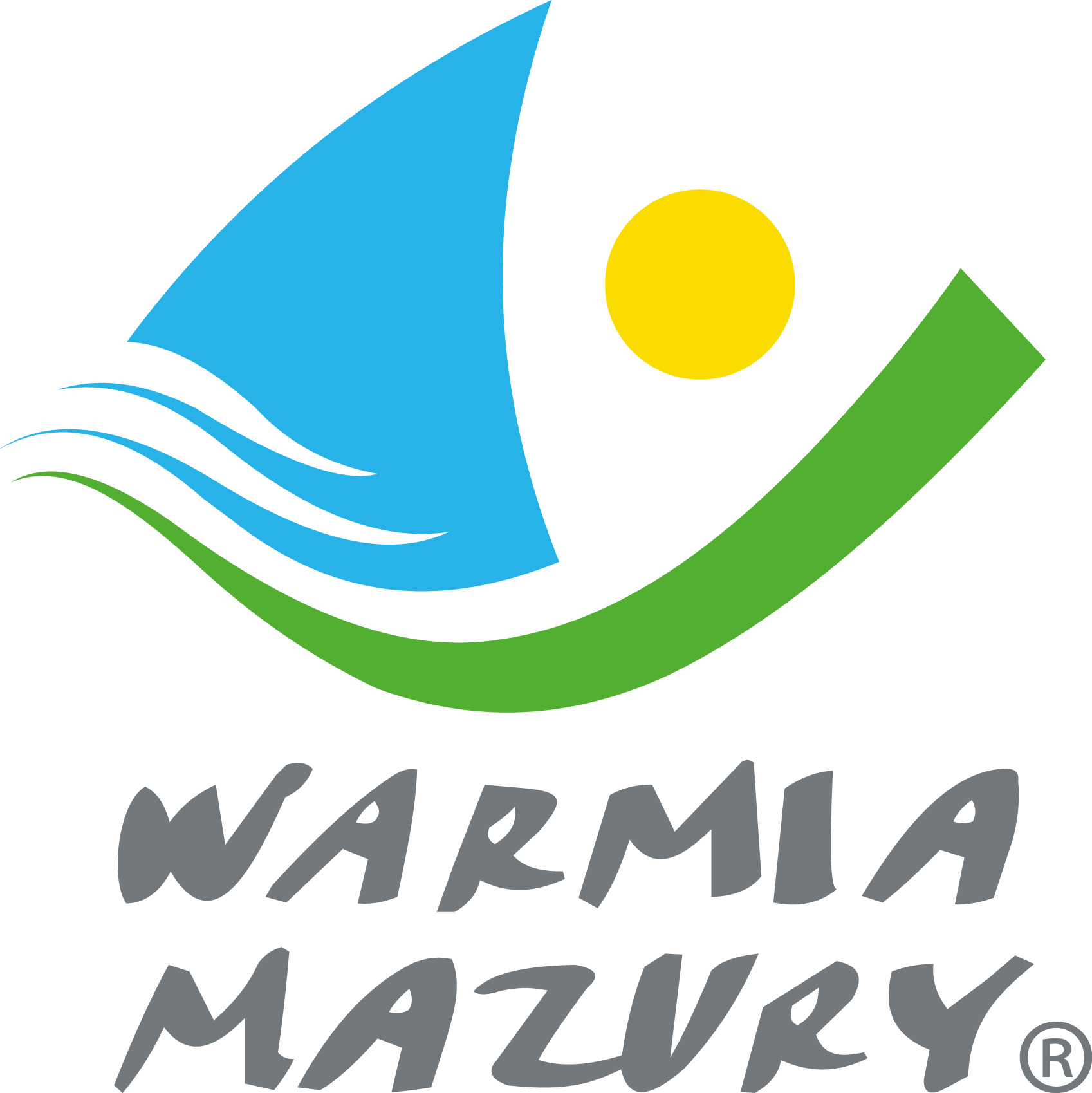
주 로고

## 행정 구역

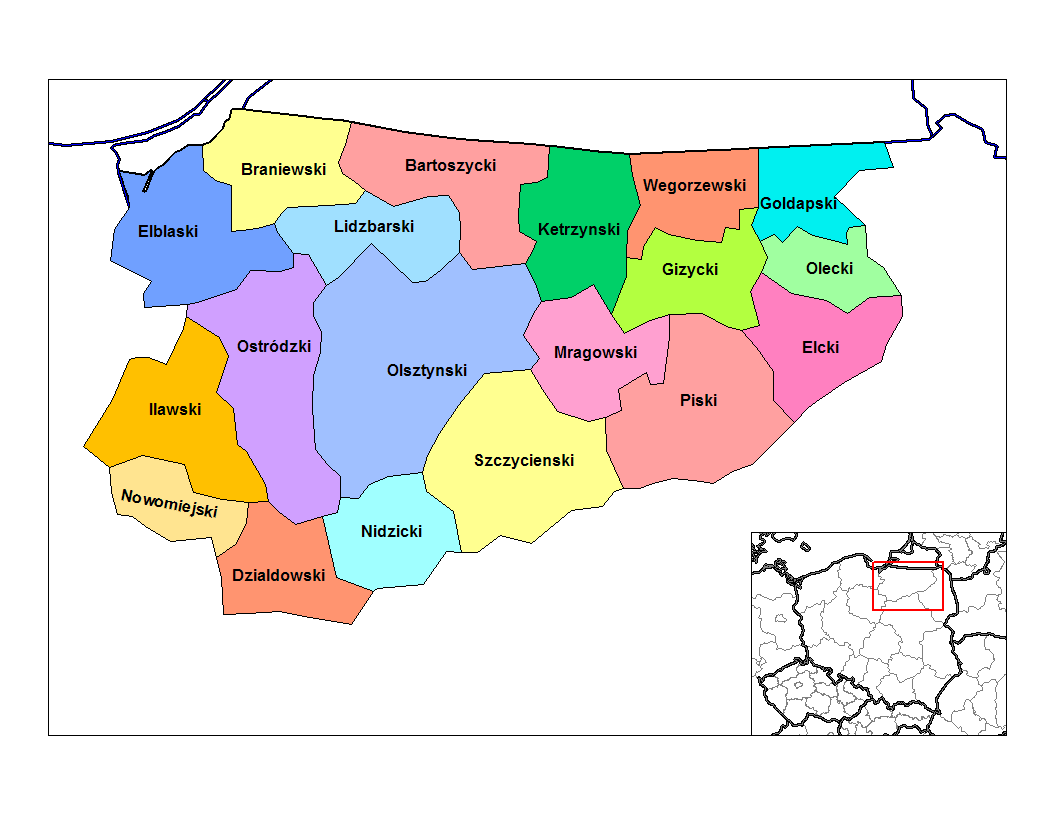
바르미아마주리주의 행정 구역

### 도시군
- 올슈틴 (주도)
- 엘블롱크

### 농촌군
- 바르토시체군
- 브라니에보군
- 지아우도보군
- 엘블롱크군
- 에우크군
- 기지츠코군
- 고우다프군
- 이와바군
- 켕트신군
- 리즈바르크군
- 므롱고보군
- 니지차군
- 노베미아스토군
- 올레츠코군
- 올슈틴군
- 오스트루다군
- 피시군
- 슈치트노군
- 벵고제보군